# Горелов, Николай Фёдорович
Николай Фёдорович Горелов (род. 23 февраля 1948, Ожогино, Калужская область) — советский велогонщик.

## Карьера
Победитель (1972,1976) и серебряный (1973, 1974) призёр «Велогонок Мира» в командном зачёте.
Серебряный призёр «Велогонки Мира» 1974 года в личном зачёте.
Участник летних Олимпийских игр 1976 года.
Победитель летней Спартакиады народов СССР 1975 в командной гонке на 100 км.
Заслуженный мастер спорта СССР (1972).
Окончил Подольский индустриальный техникум - технолог по сварке металлов.
Выпускник Московского областного государственного института физической культуры.
На тренерской работе с 1978 года. В 1983—1992 годах,1997-2000 — тренер, затем главный тренер мужской и женской сборных команд СССР и России — победителей Велогонок Мира (1984, 1991), чемпионатов мира (1987, 1990, 1991), Олимпиады — 2000 в Сиднее, Игр "Дружба-84" - альтернатива Олимпиады-84 в Лос-Анджелесе, в которой СССР не участвовал (групповая гонка - А.Зиновьев).
Заслуженный тренер СССР (1984).
Занесен в книгу Почёта Спорткомитета СССР.
В 1977 - 1980 годах - депутат Московского областного Совета народных депутатов от г.Люберцы.
В 1993—1994 г.г. — старший тренер клуба Бундеслиги «Фрайбург» (Германия). Под его руководством команда клуба одержала 41 победу. В 1995—1997 годах. — старший тренер российско-итальянской элитной профессиональной команды «Roslotto», завоевавшей 180 призовых мест.
Известные воспитанники: С. Сухорученков, В. Ржаксинский, Н. Кибардина,А. Марковниченко, Р. Зотов, О. Галкин, И. Патенко.А.Яковлева,Т.Полякова,Л.Пуговичникова.
Владеет итальянским и немецким языками.
С 2000 г. по 2012 г. — начальник отдела спортивной информации телекомпании ТВЦ.

## Награды
- медаль «850-летие Москвы»;
- медаль «За отличие в воинской службе» II степени
- медаль «200 лет МВД России»
- медаль «За безупречную службу» III степени
- медаль «За безупречную службу» II степени
- медаль «70 лет Вооруженных сил СССР»
- медаль «За заслуги в развитии динамовского движения»
- «Почётный динамовец»